# Gary Hart
Gary Hart, původním jménem Gary Warren Hartpence (* 28. listopadu 1936 Ottawa (Kansas)) je americký politik, právník a spisovatel, bývalý kandidát na prezidenta.
V mládí pracoval jako železniční dělník, původně se chtěl stát knězem, pod vlivem Johna Fitzgeralda Kennedyho se však rozhodl pro veřejnou činnost a v roce 1964 vystudoval práva na Yaleově univerzitě. Pracoval pro Ministerstvo vnitra Spojených států amerických a později byl advokátem ve firmě Davis Graham & Stubbs v Denveru. V letech 1970–1972 vedl prezidentskou kampaň George McGoverna, v letech 1975–1987 byl demokratickým senátorem za stát Colorado. Působil v armádním výboru, vedl také komisi vyšetřující příčiny havárie elektrárny Three Mile Island. Prosazoval zákony na podporu počítačového průmyslu, byl proto řazen k vedoucím představitelům proudu zvaného Atari Democrats. Barry Goldwater prohlásil, že ačkoli nesouhlasí s Hartovými politickými názory, pokládá ho za nejčestnějšího člověka, kterého kdy poznal.
Kandidoval na nominaci demokratů pro volby prezidenta USA 1984. Byl považován za centristického kandidáta, který ve svých projevech kladl důraz na potřebu rozsáhlé modernizace ekonomiky, což mohlo ohrozit tradiční průmyslová odvětví. Nezískal proto podporu odborů a nakonec skončil v primárkách druhý za bývalým viceprezidentem Walterem Mondalem. Znovu kandidoval v prezidentských volbách 1988. Byl považován za hlavního favorita na demokratickou nominaci, jeho kampaň však zhatila zpráva listu Miami Herald z května 1987, přinášející důkazy, že Hart byl své manželce nevěrný s modelkou Donnou Riceovou. Hartova obliba mezi voliči poté poklesla natolik, že se rozhodl svou kandidaturu stáhnout.
Po odchodu z politiky působil v Národní bezpečnostní komisi a Radě pro mezinárodní vztahy, přednášel na univerzitách a publikoval politologické knihy. Pod pseudonymem John Blackthorn také vydal romány I, Che Guevara a Sins of the Fathers. Týden před útoky 11. září 2001 vystoupil s varováním, aby vláda nepodceňovala hrozbu terorismu v USA. V roce 2014 byl jmenován zvláštním zmocněncem ministra Johna Kerryho pro mírová vyjednávání v Severním Irsku. Před volbami prezidenta USA 2016 kritizoval příliš vysoký rozpočet kampaně Hillary Clintonové: „Pokud ke zvolení prezidentem potřebujete miliardu dolarů, kdo si to může dovolit? Jenom Clintonovi, Bushovi a pár dalších.“